# Уральська Сталь
51°13′06.1″ пн. ш. 58°21′23.1″ сх. д. / 51.218361° пн. ш. 58.356417° сх. д.
«Уральська Сталь» (рос. Уральская Сталь, до 1992 року — Орсько-халіловський металургійний комбінат, ОХМК, до 2002 року — Новотроїцька сталь, «НОСТА») — підприємство чорної металургії з повним металургійним циклом у РФ. 

## Загальна інформація
Підприємство розташоване у місті Новотроїцьк (біля міста Орськ) Оренбурзької області. 
Належить ВАТ «Металоінвест».
Включає в себе агломераційне, коксохімічне, доменне, сталеплавильне та прокатне виробництва. Також комбінат має власну ТЕЦ.

## Історія
Комбінат було засновано 1939 року з розрахунку на використання залізної руди Орсько-Халіловської групи родовищ (Новокиївський рудник, Новопетропавлівський рудник) і коксівного вугілля Карагандинського басейну. 
Під час Другої світової війни ОХМК постачав металургійним підприємствам Урала  марганцеву руду, родовище якої лежало на відстані 11 км від будівного майданчика.
Введення в дію металургійного виробництва припало на 1955 рік, коли здійснили задувку першої доменної печі. 1958 року почала роботу перша мартенівська піч, 1960 року введено в дію стан 2800. В подальші роки було введено в дію інші прокатні стани.
1971 року комбінат нагороджено Орденом Трудового Червоного Прапора.
1973 року у складі комбінату було 38 основних, допоміжних і підсобних цехів, залізорудне родовище, кар'єри вапняку і вогнетривкої глини. Товарною продукцією комбінату були чавун, сталь, металопрокат, шамотні вогнетриви, кокс і коксохімічні продукти, гранульований шлак, товари народного вжитку. 1973 року продуктивність комбінату склала: чавуну 2,2 млн т, сталі 3,3 млн т, прокату 2,7 млн т.
1981 року почала роботу перша електропіч електросталеплавильного цеху (ЕСПЦ), 1983 року введено в експлуатацію установку безперервного розливання заготовок (УБРЗ) у ЕСПЦ.
1992 року ОХМК перетворено на ВАТ «Новотроїцька сталь» («НОСТА»). 2002 року акціонерне товариство «Новотроїцька сталь» перетворено на ВАТ «Уральська сталь».
2004 року було введено в роботу другу УБРЗ. 2012 року введено в експлуатацію вакууматор у ЕСПЦ. 
2013 року виведено з експлуатації мартенівське виробництво.
З 2006 року ВАТ «Уральська Сталь» перебуває під управлянням ТОВ "Керуюча компанія «Металоінвест».